# Наемник
Наемникът е войник, който се бори или участва във военен конфликт заради лична облага, често без оглед на идеологията, националноста или политическите предпочитания на страната за която се бори. Въпреки това съществуват и много случаи, когато са съчетани двата интереса, личното облагодетелстване и идеологическите предпочитания на работодателите. Несъмнено, когато термина се използва отнесен към войник от редовна армия, обикновено се приема за обида, негативен епитет или класификация. Също така в разговорния български език, най-вече под влияние на чуждестранни култури думата бива натоварвана с негативен смисъл. Наемникът най-често се самоопределя, като: „свободна личност избираща сама войните си“. Наемниците са известни от дълбока древност, т.е. откак има войни има и наемници. Състава на армията на Картаген например бил разнороден – наемниците били ибери, гали, италийци, гърци, либийци, нумидийци и др. 
Съвременни примери: Френски чуждестранен легион, "Blackwater company" ,преименувана на "Xe Services" сега "Academi" създадена 1997 от бившия морски тюлен Erik Prince.
Наемник може да бъде и човек, които бива „наеман“ да свърши някаква работа срещу заплащане. Човекът, който поръчва работата често бива наричан възложител или работодател. Срещу извършената работа наемникът получава възнаграждение, наричано още заплата, заплащане, плащане. Когато имаме някакъв вид сключен договор между възложителя и наемника първия бива наричан още работодател, а втория се нарича работник. Обратното на наемник се нарича доброволец.

## Наемниците и военните закони
В „Допълнителен протокол към Женевските конвенции от 12 август 1949 г. относно защитата на жертвите на международни въоръжени конфликти
(Протокол 1)“, Член 47, т. 2 , се определя:
„Член 47 – Наемници“
2. Наемник е всяко лице, което:
а) e специално наето на място или в чужбина, за да се сражава във въоръжен конфликт;
б) фактически взема пряко участие във военните действия;
в) взема участие във военните действия, ръководейки се предимно от желанието за лична облага и в действителност е получило обещание от или от името на участваща в конфликта страна да получи материално възнаграждение, значително надвишаващо онова, което е обещано или се изплаща на комбатанти с подобен чин и функции от въоръжените сили на тази страна;
г) не е нито гражданин на участваща в конфликта страна, нито живее на територия, контролирана от участваща в конфликта страна;
д) не е от състава на въоръжените сили на участваща в конфликта страна и
е) не е било изпратено от държава, която не участва в конфликта, за изпълнение на официална служба като член на нейните въоръжени сили.
Трябва да се вземе под внимание, че много страни, включително САЩ не са подписали „Допълнителен протокол към Женевските конвенции от 12 август 1949 г. относно защитата на жертвите на международни въоръжени конфликти (Протокол 1)“, което означава, че въпреки че е широко приет не е общовалиден документ.